# Бородатка укаяльська
Бородатка укаяльська (Capito fitzpatricki) — вид дятлоподібних птахів родини бородаткових (Capitonidae).

## Етимологія
Вид названий на честь американського орнітологі Джона Фіцпатріка (нар. 1951), експерта з перуанської орнітофауни та директора відділу орнітології Лабораторії Корнелла.

## Поширення
Ендемік Перу. Трапляється в андському хмарному лісі у регіоні Укаялі.

## Опис
Верхня частина тіла чорна. Верхівка голови червона. Лицьова маска чорна, над нею проходить біла надбрівна смуга. Горло та черево білі, їх розділяють червоні груди з жовтою каймою.

## Спосіб життя
Живе у верхньому ярусі гірського дощового лісу. Живиться плодами дерев та епіфітів, рідше комахами.